# کوزه‌شیپوری سفید
کوزه‌شیپوری سفید (نام علمی: Sarracenia leucophylla)، که همچنین به‌عنوان گیاه‌کوزه زرشکی، برگ‌شیپوربنفش یا گیاه‌کوزه سفید نامیده می‌شود، گیاهی گوشت‌خوار از سرده کوزه‌شیپوری‌ها است.

## توزیع
مانند همه کوزه‌شیپوری‌ها، بومی آمریکای شمالی است. این گونه بومی جنوب شرقی ایالات متحده است.
این گیاه در دشت‌های کاج درازبرگ که مرطوب و کم‌مغذی است، عمدتاً در امتداد سواحل خلیج ایالات متحده و عموماً در غرب رودخانه آپالاچیکولا در پانهندل فلوریدا زندگی می‌کند. همچنین در آلاباما، جورجیا، لوئیزیانا، می‌سی‌سی‌پی و کارولینای شمالی یافت می‌شود.
در کارولینای شمالی ظاهراً توسط انسان به مناطق خارج از محدوده بومی آن معرفی شده‌است.

## توصیف
کوزه‌شیپوری سفید دارای گل‌های قرمز متمایل به قهوه‌ای و دسته‌هایی از برگ‌های توخالی و عمودی است. هر برگ در بالا با رگبرگ‌های بنفش مایل به قرمز در زمینه سفید رنگ شده‌است و بالای آن یک کلاه صاف، گرد و لبه‌های موج‌دار است.
از نظر ارتفاع بسیار متغیر است، به‌طوری که ارتفاع گیاهان در برخی مناطق به تقریباً ۱ متر می‌رسد، در حالی که در برخی دیگر، گیاهان می‌توانند کوچک‌تر باشند. یک شکل کوتوله با قد ۳۰ سانتی‌متری که به‌ندرت دیده می‌شود، بومی گارکن پوینت (Garcon Point) در شهرستان سانتا روزا، فلوریدا است.

## حفاظت
این گیاه یکی از گونه‌های آسیب‌پذیر فهرست شده در فهرست سرخ آی‌یوسی‌ان از گونه‌های در معرض خطر است. بزرگ‌ترین تهدید برای کوزه‌شیپوری سفید همان‌طور که در مورد بیشتر گونه‌های کوزه‌شیپوری‌ها وجود دارد، از دست دادن زیستگاه تالاب منحصر به فرد آن برای توسعه در امتداد ساحل خلیج و همچنین جانشینی جنگل است که در طول تاریخ توسط آتش‌سوزی‌های طبیعی تحت کنترل بوده‌است. همچنین به‌عنوان یکی از بزرگ‌ترین و پرجلوه‌ترین گونه‌های کوزه‌شیپوری‌ها در خطر انقراض است و در برابر شکارچیان غیرقانونی گیاهان زنده و تجارت گل‌های بریده برای استفاده در گل‌آرایی آسیب‌پذیر است.

## کشت
کوزه‌شیپوری سفید به‌عنوان یک گیاه زینتی کشت می‌شود. علیرغم محدوده بومی آن در جنوب شرقی ایالات متحده، به طرز قابل توجهی مقاوم است و می‌توان آن را در خارج حتی در مناطق پهنه سرمایی ۶ و سردتر با محافظت دقیق زمستانی کشت کرد. در کشت به‌طور کلی تحمل کمتری نسبت به شرایط آب راکد دارد و به زهکشی کافی خاک نیاز دارد و در عین حال سطوح رطوبت لازم را برای جلوگیری از پوسیدگی ریشه حفظ می‌کند.
چندین کلون شناسایی شده‌است:
- «شبح شنل»، یک کلون با گل زرد با کمی قرمز در کوزه‌ها (البته بدون آنتوسیانین).
- «تندباد کریک سفید»، گروهی از گیاهان عمدتاً سفید رنگ از هوریکان کریک ای‌ال.
- «تارنوک»، یک شکل جهش‌یافته که یک گل دوتایی ظاهری، هرچند عقیم، تولید می‌کند.
- «تایتان»، شکل مخصوصاً بلند و مستحکمی که ممکن است کوزه‌های سقوطی با ارتفاع بیش از ۹۷ سانتی‌متر تولید کند.

## نگارخانه

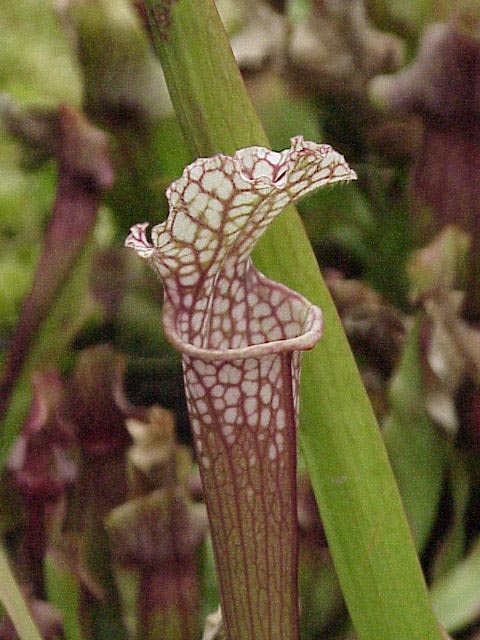
پارچ کوزه‌شیپوری سفید
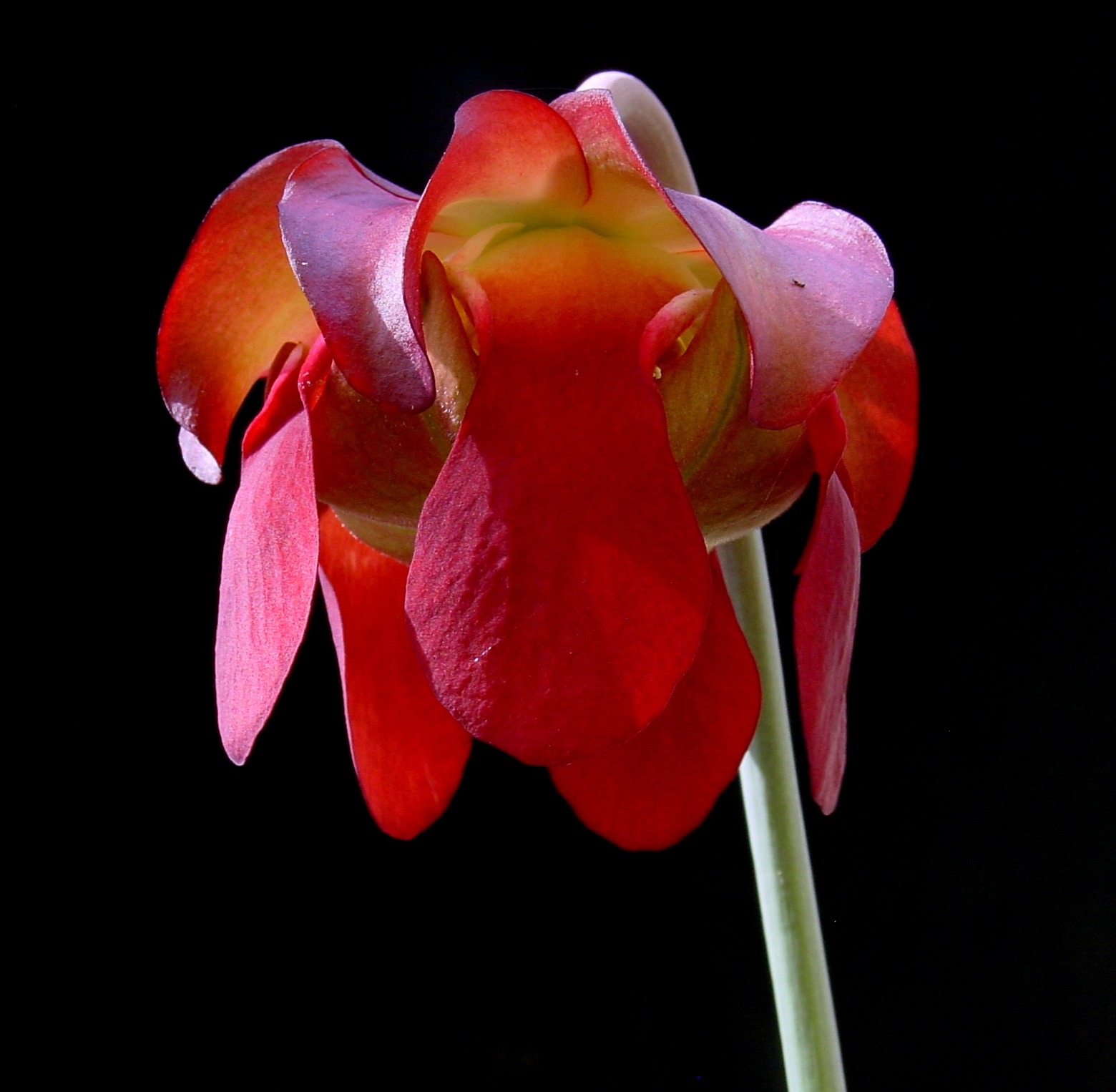
گل کوزه‌شیپوری سفید
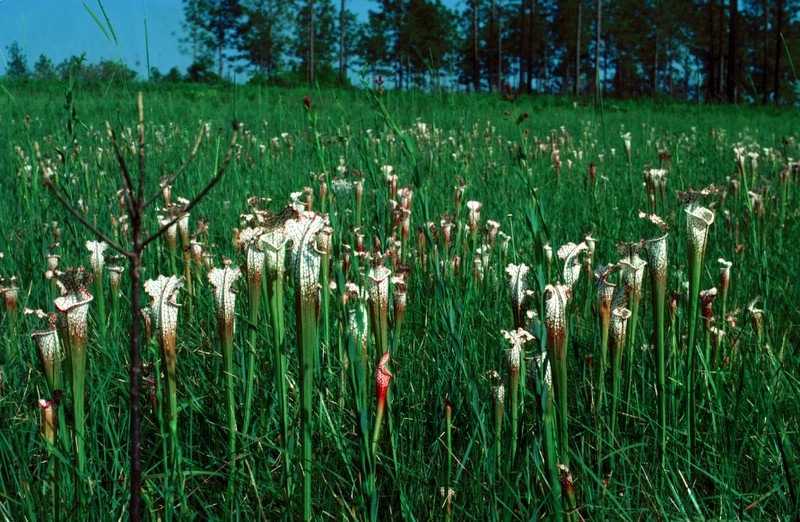
دشت کوزه‌شیپوری سفید
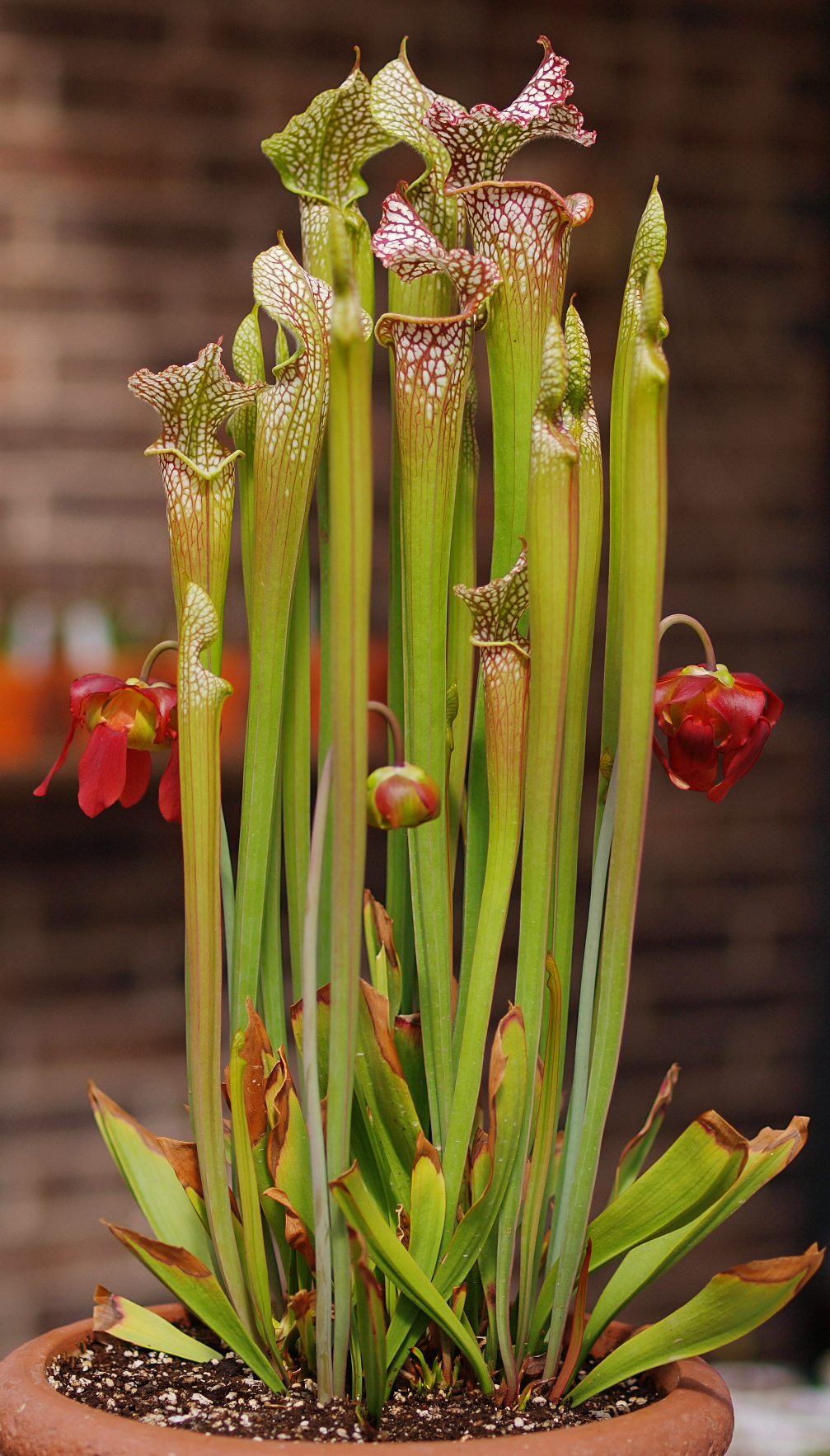
در پرورشگاه
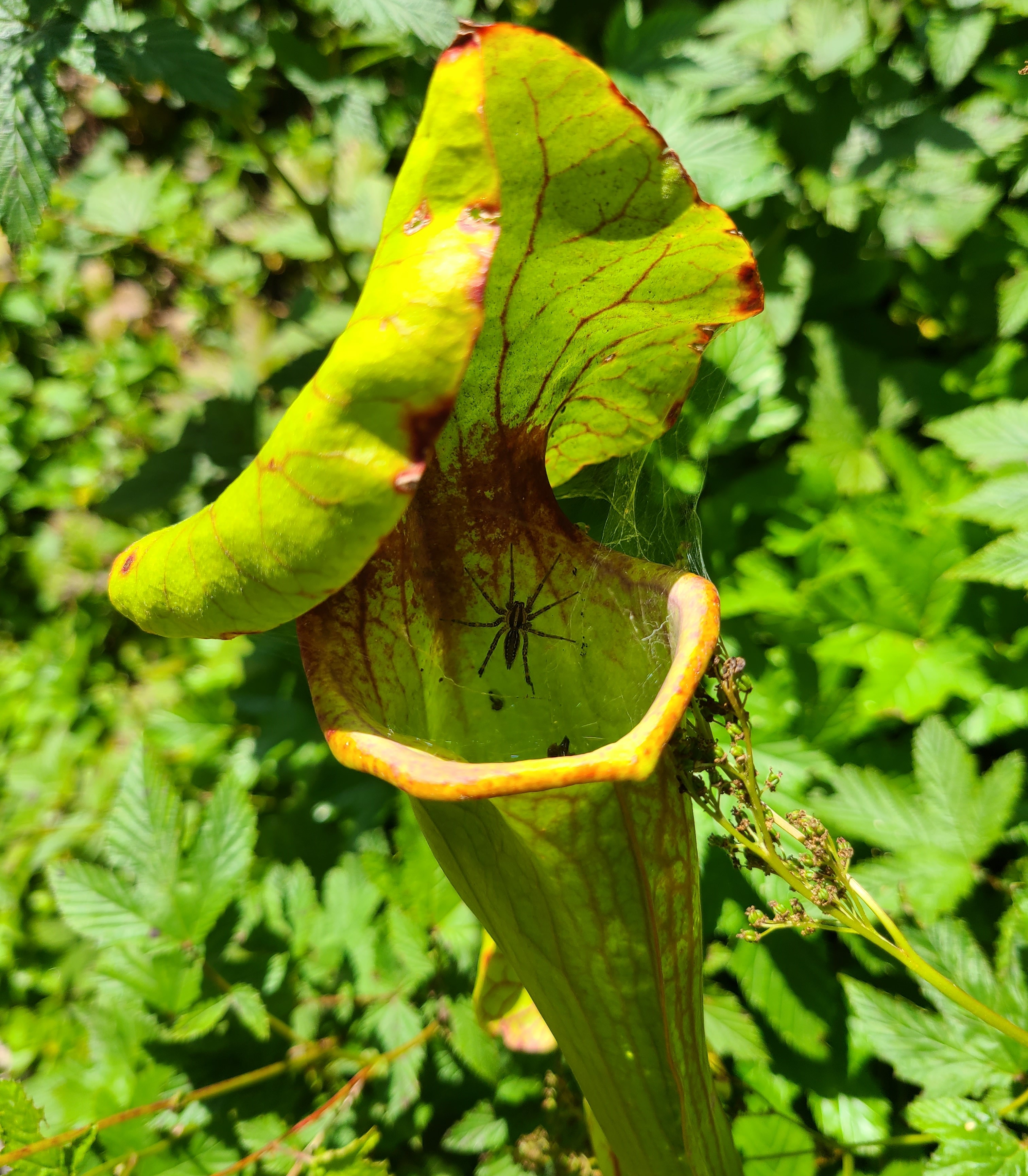
کوزه‌شیپوری سفید، مدیسن، ویسکانسین
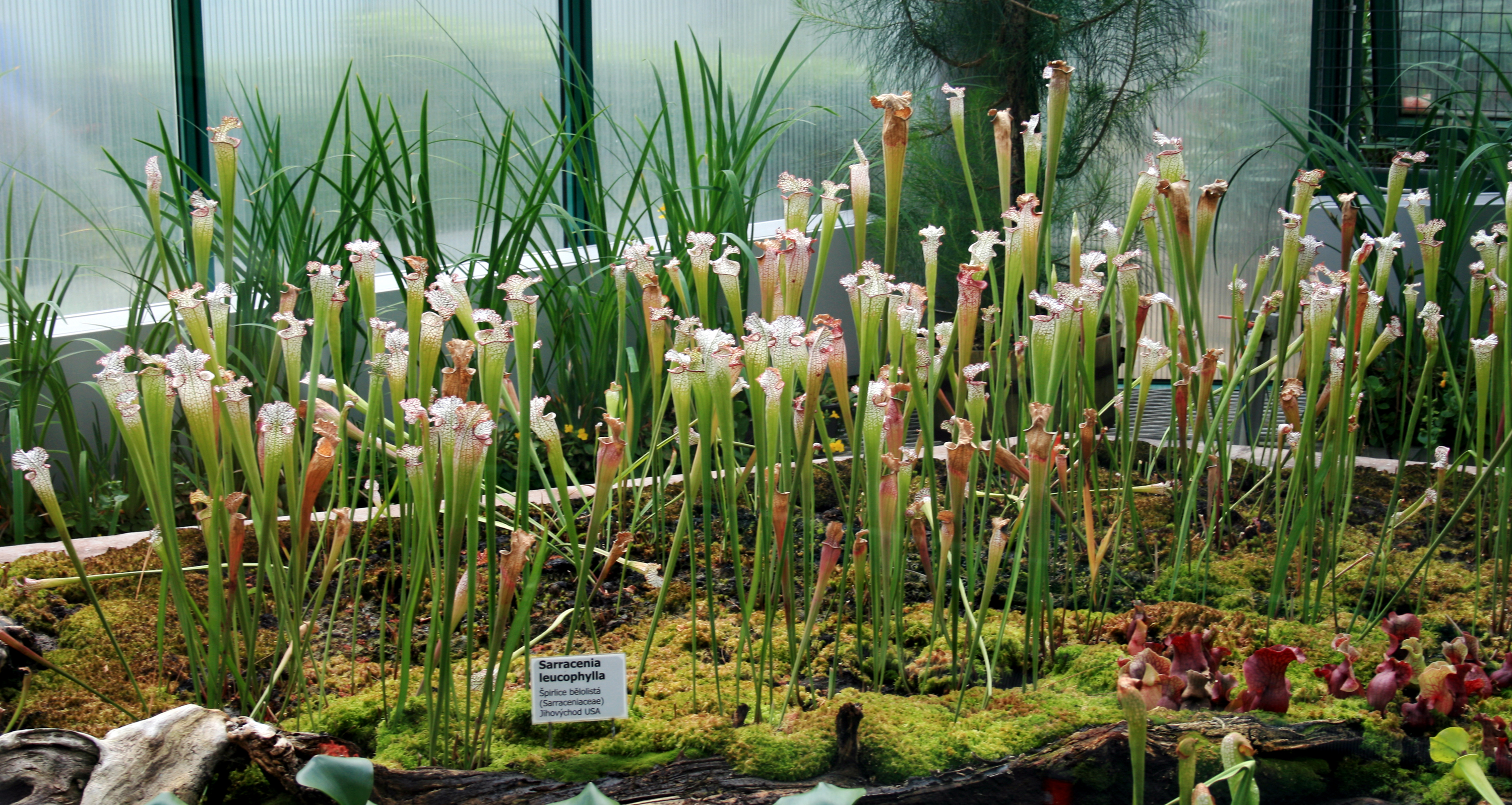
کوزه‌شیپوری سفید در باغ گیاه‌شناسی لیبرتس در جمهوری چک.